# Турги
Турги (нем. Turgi) — населённый пункт и бывшая коммуна в Швейцарии, в кантоне Аргау, округ Баден.
Население составляет 3010 человек (на 31 декабря 2022 года).
Ранее являлся самостоятельной коммуной. Официальный код — 4038, площадь 1,55 км².
1 января 2024 года вошёл в состав коммуны Баден.

## Фотографии

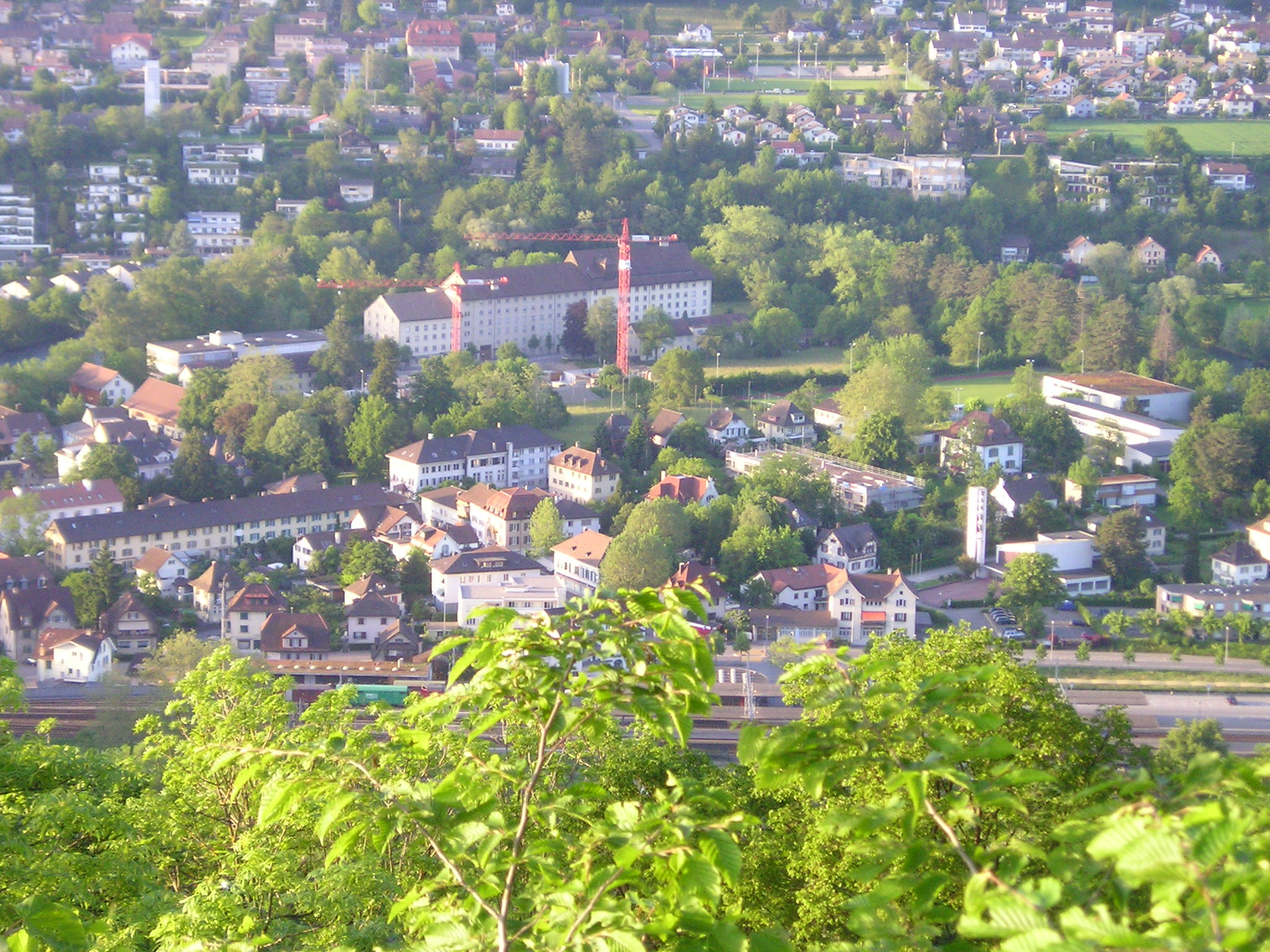
Турги
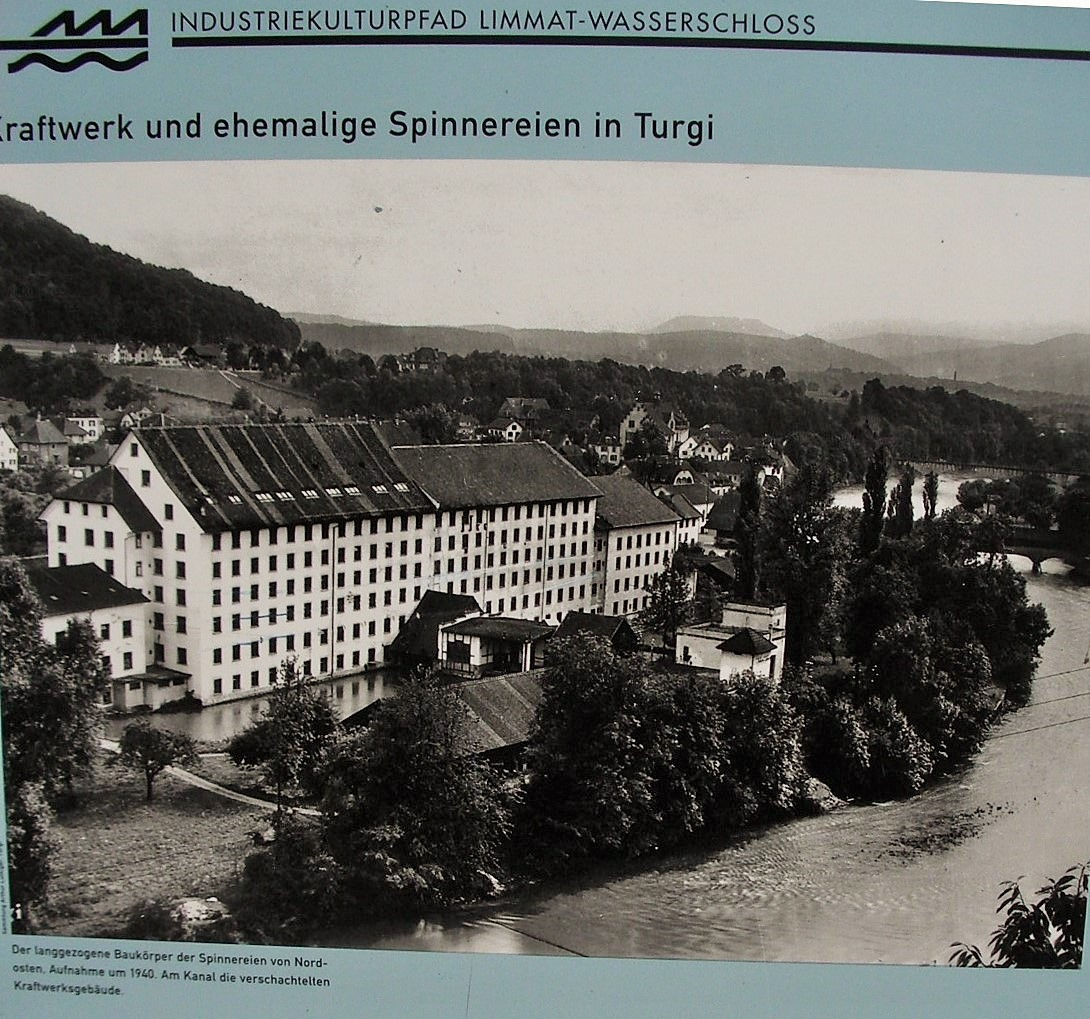
Старая прядильная фабрика
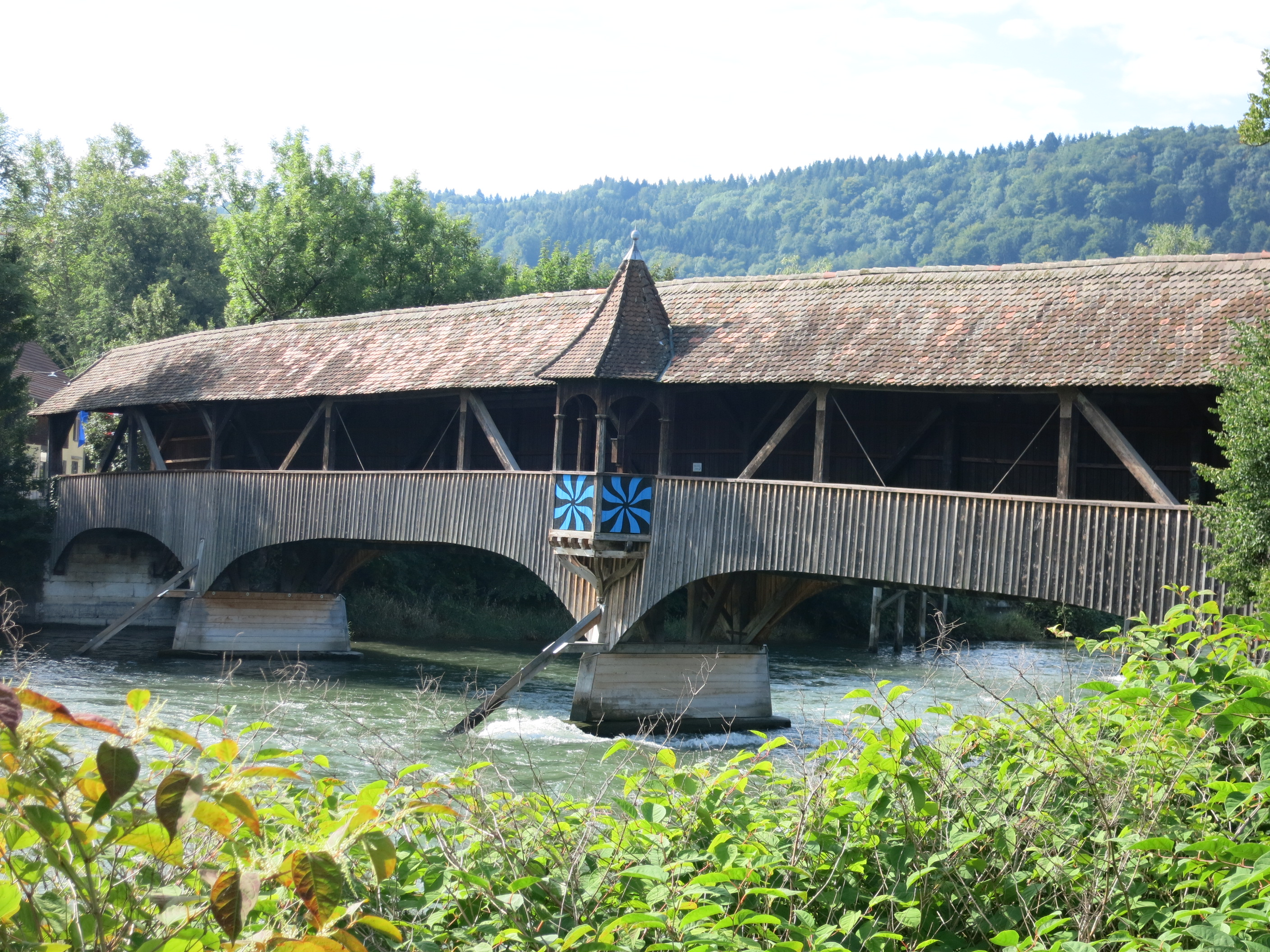
Деревянный мост через Лиммат